# Ivolândia
Ivolândia este un oraș în Goiás (GO), Brazilia.